# Estação Opañel

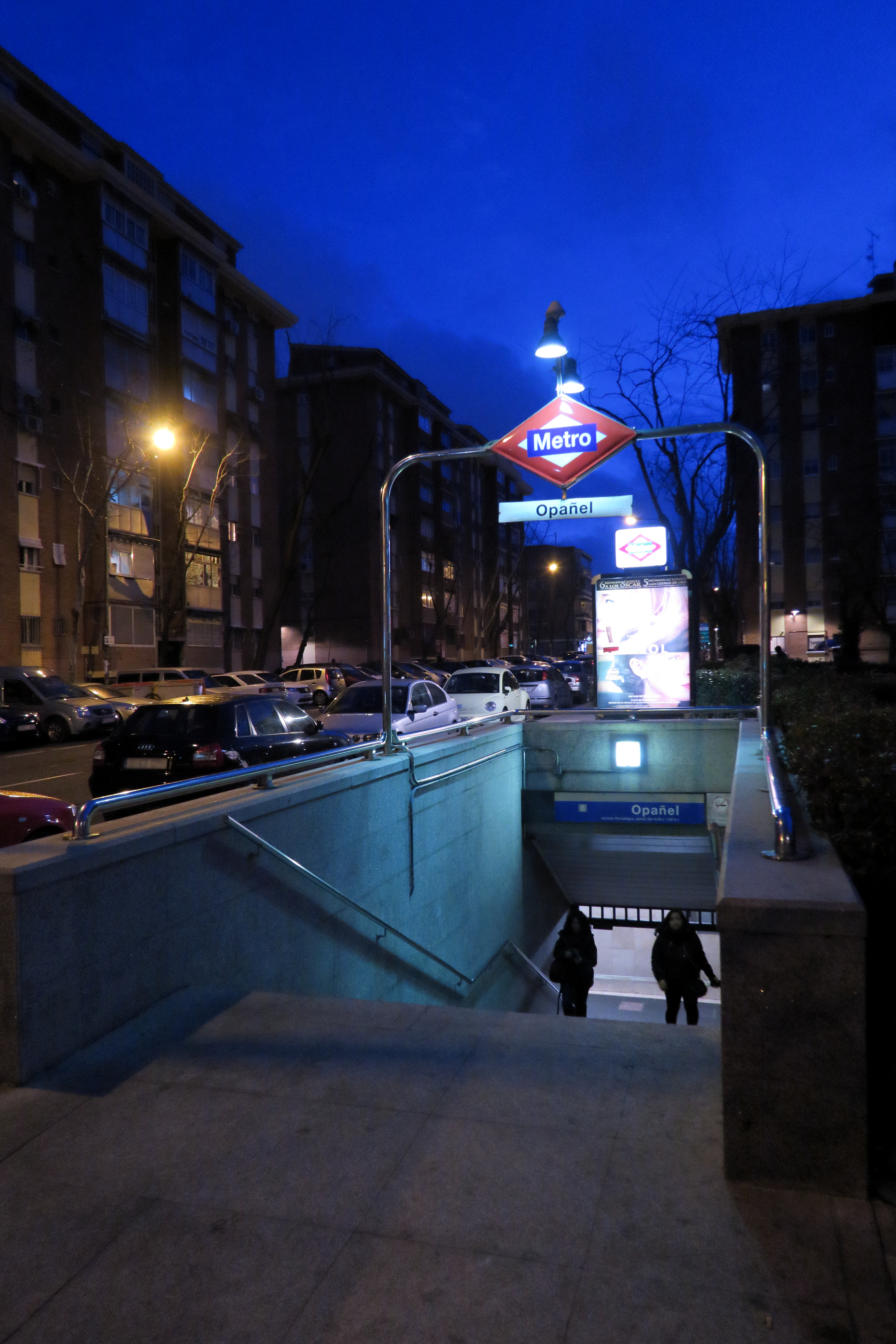
Acesso a estação.

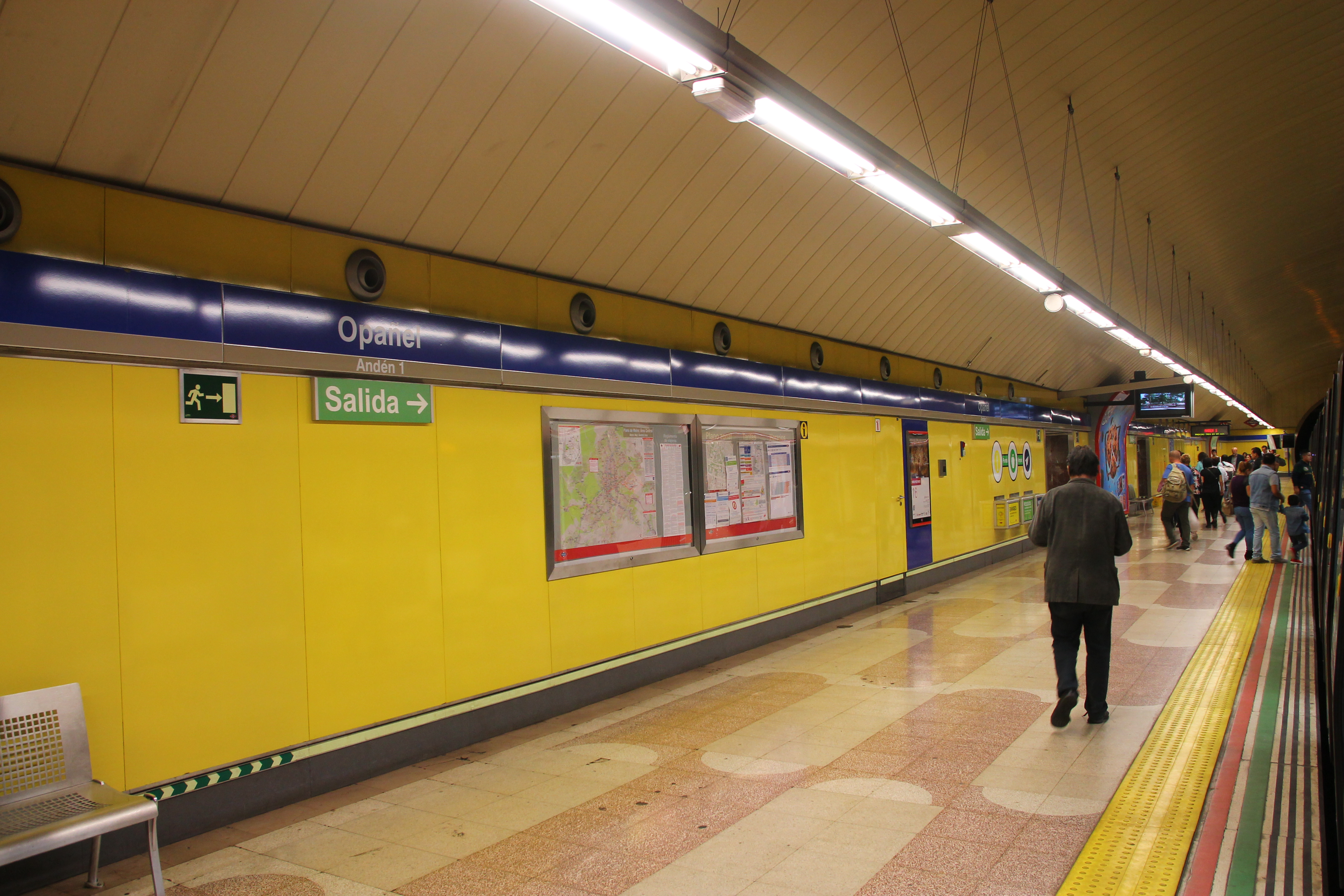
Plataforma de embarque.

Opañel é uma estação da Linha 6 do Metro de Madrid.

## História
A estação foi aberta ao público em 7 de maio de 1981 com o nome de Elvas, referindo-se a uma das ruas próximas à estação de metrô, mas, a pedido dos moradores do local, foi renomeada em 27 de junho de 1984 como Estação Opañel, nome de um córrego que passa pela área.